# Las Pilas, Nuevo Urecho
Las Pilas är en ort i Mexiko.   Den ligger i kommunen Nuevo Urecho och delstaten Michoacán de Ocampo, i den södra delen av landet, 290 km väster om huvudstaden Mexico City. Las Pilas ligger 756 meter över havet och antalet invånare är 115.
Terrängen runt Las Pilas är varierad. Runt Las Pilas är det ganska glesbefolkat, med 48 invånare per kvadratkilometer. Närmaste större samhälle är Ario de Rosales, 15,2 km öster om Las Pilas. I omgivningarna runt Las Pilas växer huvudsakligen savannskog.